# Bistorta coriacea
Bistorta coriacea är en slideväxtart som först beskrevs av Gunnar Samuelsson, och fick sitt nu gällande namn av Yonekura & H. Ohashi. Bistorta coriacea ingår i släktet ormrötter, och familjen slideväxter. Inga underarter finns listade i Catalogue of Life.